# 名古屋市立八幡小学校
名古屋市立八幡小学校（なごやしりつ やわたしょうがっこう）とは、愛知県名古屋市中川区にある市立の小学校。

## 歴史

### 沿革
- 1873年（明治6年）2月 - 仮義校が開校。
- 1873年（明治6年）10月 - 第二中学区第三十二番小学牛立学校に改称。
- 1882年（明治15年）11月 - 第二十一小学区野立学校に改称。
- 1887年（明治20年）4月 - 第十学区尋常小学校野立学校に改称。
- 1892年（明治25年）7月 - 愛知郡八幡小学校に改称。
- 1905年（明治38年）4月 - 愛知郡八幡尋常高等小学校に改称。
- 1921年（大正10年）8月 - 名古屋市八幡尋常高等小学校に改称。
- 1941年（昭和16年）4月 - 国民学校令の実施により、名古屋市八幡国民学校に改称。
- 1947年（昭和22年）4月 - 新学制の実施により、名古屋市立八幡小学校に改称。
- 1949年（昭和24年）10月- 創立77周年記念式
- 1950年（昭和25年）9月 - 完全給食開始（名古屋市）
- 1956年（昭和31年）3月 - 新校舎竣工
- 1959年（昭和34年）9月 - 伊勢湾台風襲来
- 1961年（昭和36年）12月 - 分校（現八幡中）落成式ならびに創立88周年記念式
- 1969年（昭和44年）9月 - 分校廃止（現在の八幡中学校）
- 1972年（昭和47年）6月 - 体育館兼講堂竣工
- 1973年（昭和48年）10月 - 創立100周年記念式典
- 1978年（昭和53年）8月 - 運動場整備
- 1981年（昭和56年）7月 - 藤棚、花壇の設置
- 1983年（昭和58年）2月 - 創立110周年校舎建築完成記念
- 1989年（平成元年） - 運動場整備
- 1990年（平成2年） - 学校図書館奨励賞受賞
- 1991年（平成3年） - 環境整備（飼育小屋、総合遊具、野外学習用ベンチ）
- 1993年（平成5年） - 開校120周年記念式典
- 1994年（平成6年） - 体育館兼講堂改築工事
- 1997年（平成9年） - 校内一斉テレビ・ビデオ放送設備設置
- 1999年（平成11年） - 生ゴミ処理機導入
- 2001年（平成13年） - インターネット接続開始
- 2003年（平成15年） - 開校130周年記念式典
- 2004年（平成16年） - 西校舎耐震工事完了
- 2008年（平成20年） - 特別支援学級「ひまわり1」開設
- 2009年（平成21年） - 特別支援学級「ひまわり2」開設
- 2010年（平成22年） - 西校舎、環境配慮型大規模改造工事
- 2011年（平成23年） - 運動場整備工事
- 2011年・2012年（平成23年・24年） - 学力向上サポート事業（市教育委員会）採択校（ICT活用部門）

### 児童数の変遷
『愛知県小中学校誌』（2018年）によると、児童数の変遷は以下の通りである。
| 1947年（昭和22年） | 1690人 |  |
| 1957年（昭和32年） | 2452人 |  |
| 1967年（昭和42年） | 1905人 |  |
| 1977年（昭和52年） | 1598人 |  |
| 1987年（昭和62年） | 1119人 |  |
| 1997年（平成9年）  | 788人  |  |
| 2007年（平成19年） | 714人  |  |
| 2017年（平成29年） | 655人  |  |

## 通学区域
所管する名古屋市教育委員会は、2018年（平成30年）9月1日現在、中川区のうち、荒江町・荒越町・牛立町・応仁町・大山町・清川町・五女子町・五女子一丁目・五女子二丁目・神郷町・丹後町・富川町・中野本町・二女子町・花塚町・元中野町・八神町・八熊通・八幡本通2丁目の全域および八幡本通1丁目の一部を通学区域として指定している。
また、卒業後の進学先は名古屋市立八幡中学校となっている。

### 学区内の主な施設
- 荒越公園
- 名古屋中野本町郵便局
- 名古屋二女子郵便局
- 中野保育園
- 名古屋市中川生涯学習センター
- 中川福祉会館
- 荒江公園
- 中川保育園

## 所在地
- 愛知県名古屋市中川区八熊通5丁目4番地

## 交通アクセス
- 名古屋市営地下鉄名城線・名港線 金山駅より市バス金山22系統「地下鉄高畑」行き、「中川車庫前」行き、「戸田」行きで「八幡小学校」亭下車。南西へ徒歩約2分
- 名古屋市営地下鉄東山線 高畑駅より市バス金山22系統「金山」行きで「八幡小学校」亭下車。南西へ徒歩約2分

### WEB
1. ↑  名古屋市教育委員会事務局総務部教育環境計画室計画係 (2018年9月1日). “名古屋市立小・中学校の通学区域一覧（中川区）” (PDF).   名古屋市. 2018年11月15日閲覧。
2. ↑  名古屋市教育委員会事務局総務部教育環境計画室計画係 (2018年4月1日). “名古屋市立中学校区一覧（小→中）” (PDF).   名古屋市. 2018年11月14日閲覧。

### 書籍
1. ↑  六三制教育七十周年記念 愛知県小中学校誌 合同記念誌編集特別委員会 2018, p. 226.